# Jalou Langeree
Jalou Langeree (27 april 1990) is een Nederlands kitesurfer.
In 2012, 2015 en 2018 was zij wereldkampioen waveriden.
Ze is de zus van Kevin Langeree.
In 2016 deed Langeree mee aan Expeditie Robinson.